# Margarita Herreros
Margarita Eliana Herreros Martínez (16 de junio de 1936) es una abogada chilena. Fue ministra de la Corte Suprema de Chile hasta el año 2011, siendo la segunda mujer en ocupar dicho cargo.[cita requerida] Se desempeñó como profesora de Derecho Procesal en la Facultad de Ciencias Jurídicas y Sociales de la Universidad Central de Chile. Donde fue Decana entre los años 2011 y 2012.
Desde 2014 se desempeña como académica de la línea Procesal en la Carrera de Derecho de la Universidad de La Frontera, dictando los Cursos de derecho Procesal I y Derecho Procesal II, además de conformar Comisiones de Examen de Grado, en las primeras Promociones de Licenciadas y Licenciados en Ciencias Jurídicas de la Facultad de Ciencias Jurídicas y Empresariales.

## Biografía
Estudió derecho en la Facultad de Derecho de la Universidad de Chile, obteniendo el título de abogada el 6 de enero de 1964.

### Carrera judicial
En 1964 inició su carrera en el sector público como secretaria del Juzgado de Letras de Menor Cuantía de Laja. 
En diciembre de 1967 fue nombrada juez titular del Juzgado de Letras de San Javier de Loncomilla. 
En marzo de 1969 es nombrada Relatora Titular de la Corte de Apelaciones de Concepción.  
En octubre de 1975 es nombrada Ministra de la Corte de Apelaciones de Temuco, y en noviembre de 1993 ministra de la Corte de Apelaciones de San Miguel. 
Ingresó a la Corte Suprema de Chile como Ministra suplente en enero de 2006 y en mayo fue nombrada Ministra Titular de la Excelentísima Corte Suprema de Chile. 
En 1999 se transformó en monitora de la reforma procesal penal y entre el 2000 y 2005 participó como panelista en diversos y sucesivos cursos sobre el nuevo sistema judicial, organizados por la Asociación Regional de Magistrados de San Miguel para los jueces y funcionarios de dicha jurisdicción. 
Ha sido panelista en el programa de capacitación de Defensoría Penal Pública, docente en cursos de habilitación para la reforma impartidos por la Academia Judicial para miembros del escalafón primario, y hasta la fecha imparte docencia en distintos cursos de perfeccionamiento, dictados a través del Instituto de Estudios Judiciales para miembros del escalafón primario y de empleados del poder Judicial.
En noviembre de 2011, asumió como decana de la Facultad de Ciencias Jurídicas y Sociales de la Universidad Central de Chile.
Una vez acogida a retiro del Poder Judicial y de vuelta al sur de Chile, se radicó en la ciudad de Temuco, donde desde comienzos del año 2014 se desempeña como catedrática de Derecho Procesal en la Carrera de Derecho en la Universidad de La Frontera, con logros tan importantes como haber sido reconocida la "Mejor Docente" del año 2016 por sus estudiantes, en Ceremonia de Inauguración del Año Académico de la Facultad de Ciencias Jurídicas y Empresariales (http://fcje.ufro.cl) de 2017.